# Megaselia latirostris
Megaselia latirostris är en tvåvingeart som beskrevs av Borgmeier 1962. Megaselia latirostris ingår i släktet Megaselia och familjen puckelflugor. Inga underarter finns listade i Catalogue of Life.